# Мидхат-паша
Хафис Ахмед Шефик Мидхат-паша (османски турски: احمد شفیق مدحت پاشا; турски: Ahmet Şefik Mithat Paşa) (Цариград, 18. октобар 1822 – Таиф, 26. април 1883) који је два пута османски велики везир, познат је по својим поштеним способностима, својим административним реформама и иницирању првог устава Османског царства (1876).  Како Мидхат-пашин  устав није изазвао симпатије западних земаља, изостала је њихова подршка у обрачуну Порте и Петрограда, што је створило раскол између Мидхат-паше и султана Абдулхамида II, који га је 5. фебруара 1877. године послао у егзил, бојећи се да не доживи судбину султана Абдулазиза. Након оптужница о учешћу у убиству султана Абдулазиза, пооследње три године свог живота Мидхат-паша је провео у затвору у Таифу, близу Меке, у Арабији, где је и умро 1883. године, вероватно од насилне смрти.
Након читавог века од његове смрти у Турској су се променили погледи на Мидхат-пашу, као политичку и историјску личност. Постхумно је рехабилитован кривице за регницид, а његови земни остаци пренети су у Турску и сахрањени у меморијалном парку Споменик Слободе (Abide-i Hürriyet) у Истамбулу.

## Живот и каријера
Рођен је у Цариграду 1822. у породици кадије  Али Хаџи-ефендије, пореклом Помака или Јевреја из Рушчука, у Бугарској. Под утицајем оца, који је имао је велику улогу у формирању његове личности, још као десетогодишњак Ахмед Шефик је научио Куран напамет, те му је придодато име Хафис. Спремајући га за чиновнички позив, отац кадија учио је  свог сина да у мимоходу отклања све недостатке османског административног система са којима ће се у пракси сусретати. Захваљујући оцу, већ са двадесетак година Ахмед Шефик постао је врстан познавалац османског државног апарата.
Прво чиновничко искуство Ахмед Шефик стекао је 1834. године, када је његова породица прешла у престоницу Османског царстца, након што је примљен за приправника у садразамовом кабинету, у коме је убрзо стекао име Мидхат   (под којим ће постати познатији у историји). 
Са породицом је од 1835. до 1836. године живео у Лофчу, где му је отац добио службу кадијског помоћника. Наредне године породица се вратила у Цариград, у коме је  1840. године Ахмед Мидхат поново добио службу у садразамовом кабинету, током које је учио персијски и арапски језик.
Каријеру провинцијског чиновника почео је службом код Сами Бекир-паше прво у Дамаску, а затим у Коњи и Кастамонуу (1842–1844). Након тога поново се вратио у престоницу и тада је започео каријеру у високој државној администрацији. Од 1851. године већ је држао положај првог секретара Врховног већа за правна питања.
Служба на високом положају довела га је у ситуацију да се носи са озбиљним унутрашњим проблемима царства, од којих су најзначајнији били:
- Да као секретара Врховног већа за правна питања реши проблеме на Леванту, где су се појавиле сумње у проневеру новца са царине (1852).
- Да у Сирији у којој је у то раздиобљу избила побуна Друза, открије кривца  мушира Арабијског корпуса, Кибризли Мехмед Еминпаша, који ће од тада па надаље, током сваког мандата који је имао на месту садразама, Кибризли Мехмед Емин-паша био је љути непријатељ Ахмеда Мидхата.[б]
- Да по завршетку Кримског рата  изврши пацификацију бугарског становништва у санџацима Силистра и Видин. Задатак је успешно извршио, након што је открио да су разлози били мањкавост администрације и несавестан рад представника локалне управе.

Током решавања напред наведених и других задатака Ахмед / Мидхат, је видно преморен, 1858. године затражио и  добио је допуст садразама Али-паше да оде на шестомесечно путовање у земље западне и централне Европе, у којима је за време његовог боравка у европским метрополама (Париз, Беч, Брисел и Лондон) увелико владала индустријска револуција и утопистичке идеологије. Према наводима из доктореске дисертације историчара Милана H. Ранђеловић, тогом боравка у у земље западне и централне Европе ...
...прагматични и способни Ахмед Мидхат за свега шест месеци успео је да схвати и сагледа боље него иједан османски државник тог доба благодети прогресивног развоја уређене државе. У Османско царство вратио се као промењен човек, са јасном визијом како да енергично и видно допринесе модернизацији државе којој је служио.

#### Долазак у Ниш
Ахмед Мидхатова прагматичност и способност омогућила му је да уз помоћ неконвенционалних метода дође до остварења циља, који је започео 11. фебруара 1861. године. Те године је ступио пред султана и свечано преузео дозволу за одлазак у Ниш на место мутесарифа. Том приликом уздигнут је у везира и са чином мушира, као  паша допутоваао је  у Ниш средином марта 1861. године.
Након успеха који је Мидхат-паша постигао у Нишу султан га је  одликован за заслуге  и дао му задатак да  у османској престоници 1864. године помаже садразаму Фуад-паши у састављању регулатива о административном уређењу Османског царства. Због овога био је опозван из Ниша најкасније до 18. јула 1864. године, након чега се у престоници придружио правној комисији која је радила на овим регулативама.1193 За валију новоуспостављеног Дунавског вилајета Мидхат-паша је именован 13. октобра 1864. године. Његов мандат на овом месту махом се сводио на спровођење добре праксе коју је у Нишу већ испробао, као и спровођење других новина за која му средства Нишког ејалета нису била довољна (оснивање фабрика, слање талентованих ученика на школовање у иностранству итд.).

### Намесник Дунавског вилајета
Мидхат-паша је био намесник Дунавског вилајета до 24. фебруара 1868. године, када је опозван у Цариград . Два дана раније, посебним ферманом додељена су му посебна овлашћења у случају потребе за преузимањем управљања покрајином. Тим овлашћењима он  је прибегао јула 1868. године, након што је одред Хаџи Димитра и Стефана Карађа ушао у Бугарску . Организовао је прогон одреда, брзо суђење заробљеним побуњеницима, јавна погубљења.  Мидхад-паша је одобрио мобилизацију Башибозука од стране Черкеза и Турака, иако је признао могућност да ове јединице почине „крајности“. 
Године 1868. Мидхат-паша је реорганизовао Државни савет,  а ју 1868. је именован за његовог председавајућег, а 1869. године постављен је за гувернера Багдада . Тамо је постигао исти успех као раније у Нишу и Рушчуку . Године 1871. Мидхат је одлучио да је антиреформистичка политика великог везира Махмуд Недим-паше опасна за земљу и смело је своје ставове лично изнео султану. Импресиониран његовом одлучношћу, султан га је поставио за великог везира. Међутим, превише независан за суд, Мидхат је остао на функцији само три месеца, након чега је деградиран на министра правде и председника Државног савета.
Од октобра 1873. до фебруара 1874. био је гувернер Солунске губерније.
Погоршање услова у царству 1876. довело је до савеза Мидхат-паше са великим везиром и министром војним. У мају они су збацили султана Абдула Азиза , који је убијен следећег месеца. Заменио га је Мурат V , али како  је он био психички болестан и заменио га је у августу његов брат Абдул Хамид II, а Мидхат-паша је поново постао велики везир. Дана 23. децембра проглашен је први устав Османског царства који је дао значајна права парламенту, тако да је у фебруару 1877. Мидхат-паша уклоњен и послат у изгнанство због његове повезаности са убиством Абдула Азиза.

#### Повратк у службу и раскол са султаном Абдулхамидом II
У јесен 1878. године Мидхат-паша је био помилован, те се вратио у државну службу као валија Сиријског вилајета. Из Дамаска је након две године пребачен на положај управника Измира (у коме је ту дужност обављао од 4. август 1880 – 17. маја 1881). 
У измиру гаје маја 1881. године Мидхат-пашу је затекла оптужница и налог за хапшење о учешћу у убиству султана Абдулазиза, коју је је покушао да избегне потраживши азил у француском конзулату, који није добио, те је морао да приступи суђење по овој оптужби. Суђење, у коме су учествовали још осморица Мидхатпашиних саучесника, одржано је у престоничкој палати Јилдиз (27–29. јул 1881). Већини оптуженика изречена је смртна казна, међутим, под притиском јавности и стране дипломатије, казне су им преиначене на прогонство, те је група била отерана на служење затворске казне у тврђави Ал Таифа, на Арабијском полуострву. Овде су Мидхат-паша и његови саучесници трпели много због лошег третмана затворских власти. После пар година, након што је јавност заборавила на њих, Мидхат-пашу и остале заверенике погубила је група војника дављењем (8. маја 1884). За Мидхат-пашу је, као узрок смрти, наведено да је патио од чира. Заправо, убице су били људи Абдулхамида II, који амбициозном паши никада није опростио умешаност у убиство султана Абдулазиза.

## Рехабилитација лика и дела Мидхат-паше
Мидхат-паша је био један од најспособнијих османских чиновника у 19. веку. Иако су ...жеља да допринесе држави којој је служио, вера у сопствену визију и личне способности код њега  били толико изражени да ...се он... бранећи своје идеје, није устезао да уђе у сукоб са вишим ауторитетима...радило се заправо....о човеку који је само желео ред и поштовање закона, јасно показајући да није човек силе, већ дијалога и компромиса.
Имајући у виду Мидхат-пашине врлине, након сто година од смрти у заточеничком логору, у Турској су се променили погледи на Мидхат-пашу, као политичку и историјску личност. Постхумно је рехабилитован кривице за регницид, а његови земни остаци пренети су у Турску,  и у Истанбулу  сахрањени у меморијалном парку Споменик Слободе (Abide-i Hürriyet).
Велика свечаност која је организована у Истанбулу тим поводом одржана је 26. јуна 1951. године, у присуству председника републике Турске Џелала Бајара и великог броја државних званичника.